# 新阳武侯祠
新阳武侯祠是位于中國福建省漳州市雲霄縣马铺乡新陽村的一座武侯祠。此祠原為新林武侯祠，始建於清雍正十三年（1735年），1975年，峰頭大壩建成，武侯祠和村子一起沒入了水中。2014年，當地村民集資又修建了一座新的武侯祠。此武侯祠規模較小，內有一尊小的諸葛亮像。